# Vojska
Vojska je izraz koji se u najširem smislu koristi za stalne oružane snage neke države sastavljene od profesionalnih vojnika. Pod time se podrazumijevaju kopnena vojska, ratna mornarica, ratno zrakoplovstvo. Vojskom se, barem u mirnodopskom stanju, ne smatraju policija kao i druge paravojne formacije.
U užem smislu se izraz vojska koristi kao skraćenica za kopnenu vojsku.

## Namjena vojske
Namjena vojske nije se promijenila još od vremena kada je prije dva tisućljeća asirska vojska osvojila područje Mezopotamije. Sve vojske imaju istu zadaću, a to je osvajanje tuđih područja i zaštita vlastite zemlje. U Europi se prva modernija vojska pojavila tek u 16. stoljeću. Prije toga je, prema potrebi, dio stanovništva jednostavno naoružan i poslan u borbu. Danas većina zemalja ima organiziranu vojsku, sastavljenu od dobro uvježbanih vojnika. Postoje vojske različite veličine i organiziranosti, no većina ih je opremljena helikopterima, tenkovima i projektilima. Razvitkom tehnologije promijenjena je i uloga vojnika. Dok su se nekoć borili prsa u prsa, danas se vojnici uglavnom oslanjaju na oružje dalekog dometa.

## Uniforma
Vojnička uniforma mora biti praktična. Čvrsta otporna odjeća pružaju vojniku dobru zažtitu od vremenskih nepogoda, a boja koja se stapa s okolinom omogućuje mu da ostane neprimijećen. Vojska svake države ima vlastitu uniformu koju vojnici nose u vrijeme mira. Na njima se nalaze oznake čina i pripadnosti pojedinim jedinicama. Obično se vojnici obučavaju za kopnene borbe. U vojsci muškarci i žene uče tehniku borbe, rukovanja i održavanja oružja i mnogo vježbaju da budu što spremniji. Stječu samopouzdanje i disciplinu, i nauče poštovati naredbe, kako bi se mogli uspješno boriti.

## Poveznice
- Oružane snage
- Hrvatska vojska